# Социальная помощь
Социальная помощь — помощь в денежной или натуральной форме, финансируемая государством или добровольными пожертвованиями, гражданам, которые находятся в тяжёлом материальном положении.

## Определение
Согласно БРЭ социальная помощь — это услуги или средства, обеспечивающие конкретному гражданину или его семье в целом нормальную жизнедеятельность; государственное вмешательство, обеспечивающее защиту бедных, одиноких, малоимущих, малообеспеченных граждан, оказавшихся в трудной жизненной ситуации, которые не могут без посторонней помощи справиться с возникшей проблемой.
Согласно Федеральному закону № 178-ФЗ «О государственной социальной помощи» государственная социальная помощь — предоставление малоимущим семьям, малоимущим одиноко проживающим гражданам, а также иным категориям граждан, социальных пособий, социальных доплат к пенсии, субсидий, социальных услуг и жизненно необходимых товаров.

## Влияние на здоровье и социальное благополучие
По данным зарубежного метаанализа 34 научных статей, посвящённых сравнительному изучению использования медицинских услуг и состояния здоровья лиц, получавших и не получавших не связанную с обязательствами денежную помощь от правительств и различных организаций, такая помощь, вероятно, улучшает или может улучшать состояние здоровья и вероятность посещения школ, снижает риск проживания в крайней бедности и повышает расходы на медицинские услуги тех, кто её получил. Степень положительного влияния не связанной с обязательствами денежной помощи на показатели здоровья реципиентов по сравнению с влиянием помощи, связанной с обязательствами, по состоянию на 2021 год оставалась неизвестной.

## Предоставление государственной социальной помощи в Российской Федерации

### Цели оказания и получатели государственной социальной помощи
Согласно статье 3 Федерального закона № 178-ФЗ государственная социальная помощь оказывается в целях:
- поддержания уровня жизни малоимущих семей, а также малоимущих одиноко проживающих граждан, среднедушевой доход которых ниже величины прожиточного минимума;
- адресного использования бюджетных средств;
- усиления адресности социальной поддержки нуждающихся граждан;
- создания необходимых условий для обеспечения всеобщей доступности и общественно приемлемого качества социальных услуг;
- снижения уровня социального неравенства;
- повышения доходов населения.

На основании статьи 7 Федерального закона № 178-ФЗ получателями государственной социальной помощи могут быть малоимущие семьи, малоимущие одиноко проживающие граждане и иные категории граждан, которые по независящим от них причинам имеют среднедушевой доход ниже величины прожиточного минимума, установленного в соответствующем субъекте Российской Федерации. Порядок определения величины прожиточного минимума малоимущей семьи или малоимущего одиноко проживающего гражданина устанавливается субъектом Российской Федерации с учётом величин прожиточных минимумов, установленных для соответствующих социально-демографических групп населения.

### Виды оказания государственной социальной помощи
Согласно статье 12 Федерального закона № 178-ФЗ оказание государственной социальной помощи осуществляется в следующих видах:
- денежные выплаты (социальные пособия, субсидии и другие выплаты);
- натуральная помощь (топливо, продукты питания, одежда, обувь, медикаменты и другие виды натуральной помощи).